# 市立室蘭看護専門学院
市立室蘭看護専門学院（しりつむろらんかんごせんもんがくいん）とは、北海道室蘭市にある室蘭市が設置している専修学校。

## 概要
- 一般入試40名(社会人入試若干名を含む)のほかに、室蘭市医師会からの推薦を受けたものを対象として機関推薦入試40名を行っている。そのため機関推薦入試受験者は、室蘭市医師会に対して出願する必要がある。なお、機関推薦入学者に対しては室蘭市医師会の奨学金制度、一般及び社会人入試合格者にたいしては「市立室蘭総合病院看護師奨学資金制度」を行っている。
- 臨床実習は主に市立室蘭総合病院にて行われる。
- 就職先は多くが室蘭や登別の医療機関に就職。ほかは札幌や小樽など。看護大などへの進学は平成23年度は4名であった[5]。

## 沿革
- 1968年（昭和43年） - 「市立室蘭高等看護学院」として開学。
- 1978年（昭和53年） - 専修学校として認可される。
- 1984年（昭和59年） - 室蘭・登別保健センターに新築移転。名称を市立室蘭看護専門学院に改称し、准看護学科を開設。
- 1992年（平成4年） - 准看護学科を廃止。1学年定員を50名に増員。
- 2010年（平成22年） - 文化女子大学室蘭短期大学の跡施設を活用し、1学年50名を80名に増員。

## 設置学科
- 看護学科 （3年制・昼間）
  - 学年定員80名、総定員240名

## 所在地
- 北海道室蘭市高砂町3丁目11番1号[4]

## 取得できる資格・免許状

### 看護学科
- 専門士称号
- 看護師国家試験受験資格
- 保健師・助産師学校（保健師助産師看護師養成所）および養護教諭養成学校受験資格